# Breyergambiet
Het Breyergambiet is in het schaken een opening die aan het eind van de 19e eeuw voor het eerst gespeeld door de Hongaarse schaker Gyula Breyer. Het is een dubieuze variant binnen het Koningsgambiet waarvan 1.e4 e5 2.f4 exf4 3.Df3 (Eco-code C33) de beginzetten zijn.